# Sioux Falls
Sioux Falls [ˌsuː ˈfɔːlz] ist mit 192.517 Einwohnern (Volkszählung 2020) die größte Stadt des US-amerikanischen Bundesstaates South Dakota. Sioux Falls ist Verwaltungssitz des Minnehaha County und erstreckt sich in seinem südlichen Teil bis in das Lincoln County.

## Geografie
Sioux Falls liegt im Osten South Dakotas an den Wasserfällen des Big Sioux River, eines linken Nebenflusses des Missouri. Das Stadtgebiet erstreckt sich über eine Fläche von 190,29 km², die sich auf 188,97 km² Land- und 1,32 km² Wasserfläche verteilen.

## Geschichte

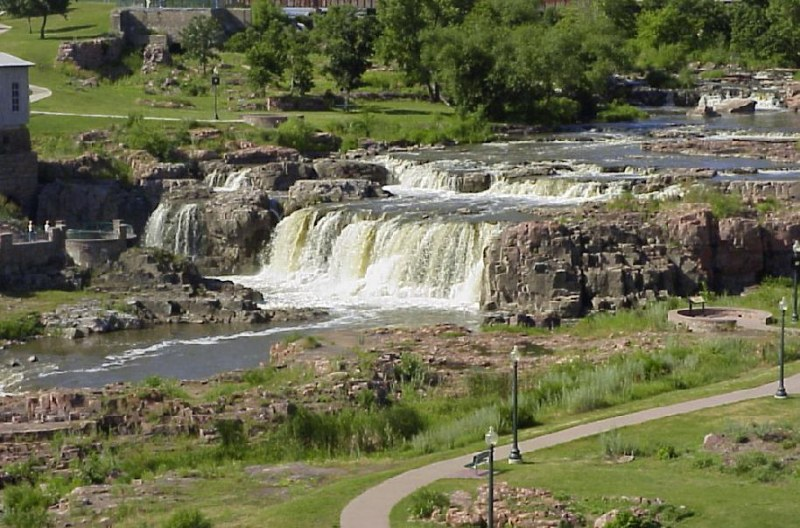
Die Wasserfälle des Big Sioux River, nach denen die Stadt benannt ist

Die Stadt wurde 1856 an den Ufern des Flusses gegründet und war eine der ersten städtischen Siedlungen in South Dakota. Gründer waren Landspekulanten, die das Land in Anspruch nahmen, bevor Goldsucher und Eisenbahner das Gebiet erreichten. 1990 gingen Sioux Falls und Potsdam eine Städtepartnerschaft ein. Dies ist die älteste Städtepartnerschaft zwischen einer amerikanischen Kommune und einer Stadt in den neuen Bundesländern.

## Bevölkerung

### Demografie
Nach der Volkszählung im Jahr 2010 lebten in Sioux Falls 153.888 Menschen in 61.707 Haushalten. Die Bevölkerungsdichte betrug 814,4 Einwohner je Quadratkilometer. In den 61.707 Haushalten lebten statistisch je 2,4 Personen.
Ethnisch betrachtet setzte sich die Bevölkerung zusammen aus 86,8 Prozent Weißen, 4,2 Prozent Afroamerikanern, 2,7 Prozent amerikanischen Ureinwohnern, 1,8 Prozent Asiaten, 0,1 Prozent Polynesiern sowie 2,0 Prozent aus anderen ethnischen Gruppen; 2,5 Prozent stammten von zwei oder mehr Ethnien ab. Unabhängig von der ethnischen Zugehörigkeit waren 4,4 Prozent der Bevölkerung spanischer oder lateinamerikanischer Abstammung.
24,6 Prozent der Bevölkerung waren unter 18 Jahre alt, 64,5 Prozent waren zwischen 18 und 64 und 10,9 Prozent waren 65 Jahre oder älter. 50,4 Prozent der Bevölkerung war weiblich.

Das mittlere jährliche Einkommen eines Haushalts lag bei 51.831 US-Dollar. Das Pro-Kopf-Einkommen betrug 27.997 US-Dollar. 11,1 Prozent der Einwohner lebten unterhalb der Armutsgrenze.

### Persönlichkeiten
- Bruce Arnold (* 1955), Jazz- und Improvisationsmusiker
- Shayna Baszler (* 1980), Wrestlerin und ehemalige Mixed-Martial-Arts-Kämpferin
- Patrick Billingsley (1925–2011), Mathematiker und Schauspieler
- George Botsford (1874–1949), Komponist
- Donn Clendenon (1935–2005), Baseballspieler
- Cooper DeJean (* 2003), American-Football-Spieler
- Jerry ver Dorn (1949–2022), Schauspieler
- Michael Edward Fossum (* 1957), Astronaut
- Paul Fitzgibbon (1903–1975), American-Football-Spieler
- January Jones (* 1978), Schauspielerin
- Taryn Kloth (* 1997), Beachvolleyballspielerin
- Bob Stewart (* 1945), Tubist
- Richard Widmark (1914–2008), Schauspieler
- The Spill Canvas, Rockband

## Kultur

### Sehenswürdigkeiten
- Falls Park
- Washington Pavilion
- Great Bear Recreation Park
- Great Plains Zoo & Delbridge Museum

### Sport
In Sioux Falls ist ein Basketball-Team angesiedelt: die Sioux Falls Skyforce. Die Mannschaft spielt seit 2006 in der NBA Development League, einer Aufbauliga der NBA. Davor trat das Team in der Continental Basketball Association an, wo sie zwei CBA-Meisterschaften gewinnen konnten (1996 und 2005).
Ferner ist dort mit den Sioux Falls Stampede ein Eishockey-Team der Nachwuchsliga USHL beheimatet.
Die Sioux Falls Canaries sind eine professionelle Baseball-Mannschaft und spielen in der North Division der American Association of Independent Professional Baseball.

## Verkehr
Entlang des nördlichen Stadtrandes verläuft in Ost-West-Richtung die Interstate 90. Durch den Westen des Stadtgebiets verläuft die Interstate 29, die die kürzeste Verbindung von Kansas City in Missouri nach Winnipeg in der kanadischen Provinz Manitoba bildet. Durch die östlichen Stadtviertel verläuft die Interstate 229, die östliche Umgehungsstraße des Zentrums von Sioux Falls. Ferner treffen im Stadtgebiet von Sioux Falls die South Dakota Highways 11, 42 und 115 zusammen. Alle anderen Straßen innerhalb des Stadtgebiets sind untergeordnete Landstraßen, teils unbefestigte Fahrwege und innerstädtische Verbindungsstraßen.
In Sioux Falls treffen mehrere Strecken verschiedener Eisenbahngesellschaften zusammen.
Im Norden des Stadtgebiets befindet sich der Sioux Falls Regional Airport. Die nächstgelegenen internationalen Flughäfen sind das Eppley Airfield nahe Omaha (292 km südlich), der Minneapolis-Saint Paul International Airport (375 km ostnordöstlich) und der Des Moines International Airport (465 km südöstlich).

## Klima
|                       | Jan   | Feb   | Mär  | Apr  | Mai  | Jun  | Jul  | Aug  | Sep  | Okt  | Nov  | Dez   |   |       |
| Mittl. Tagesmax. (°C) | −4,3  | −1,3  | 5,7  | 15,0 | 21,5 | 26,9 | 30,2 | 28,5 | 22,8 | 16,2 | 6,3  | −2,2  | ⌀ | 13,8  |
| Mittl. Tagesmin. (°C) | −15,9 | −12,4 | −5,2 | 1,6  | 7,7  | 13,4 | 16,8 | 15,2 | 9,3  | 2,2  | −5,2 | −13,0 | ⌀ | 1,3   |
|                       |       |       |      |      |      |      |      |      |      |      |      |       |   |       |
| Niederschlag (mm)     | 13,0  | 16,3  | 41,7 | 64,0 | 77,0 | 86,4 | 68,1 | 72,4 | 76,7 | 45,2 | 27,7 | 17,8  | Σ | 606,3 |
|                       |       |       |      |      |      |      |      |      |      |      |      |       |   |       |
| Regentage (d)         | 3,3   | 3,4   | 6,1  | 7,5  | 8,0  | 8,8  | 7,6  | 6,9  | 6,7  | 4,6  | 4,0  | 3,4   | Σ | 70,3  |

| −15,9 |

| −12,4 |

| −5,2 |

| 1,6 |

| 7,7 |

| 13,4 |

| 16,8 |

| 15,2 |

| 9,3 |

| 2,2 |

| −5,2 |

| −13,0 |

| −15,9 |

| −12,4 |

| −5,2 |

| 1,6 |

| 7,7 |

| 13,4 |

| 16,8 |

| 15,2 |

| 9,3 |

| 2,2 |

| −5,2 |

| −13,0 |